# Миллер, Лариса Емельяновна
Лари́са Емелья́новна Ми́ллер (род. 29 марта 1940, Москва) — советская и российская писательница, поэтесса, эссеистка, преподавательница. Член Союза Российских писателей (с 1979) и Русского ПЕН-центра (с 1992).

## Биография
Лариса Миллер родилась 29 марта 1940 г. в Москве. В 1962 г. окончила Московский государственный педагогический институт иностранных языков. В том же году вышла замуж за физика и правозащитника Бориса Альтшулера. Работала преподавателем английского языка. С 1980 г. преподаёт женскую музыкальную гимнастику по системе Л. Н. Алексеевой. Автор 22 книг стихов и прозы. С 2011 года проводит эксперимент: ежедневно размещает в своём блоге в ЖЖ «Стихи гуськом» новый стихотворный пост.
В 1999 г. Миллер стала номинантом Государственной премии Российской Федерации в области литературы и искусства по представлению редколлегии журнала «Новый мир».
В марте 2014 года вместе с рядом других деятелей науки и культуры выразила своё несогласие с политикой российской власти в Крыму.

### Семья
- Отец — Емельян Яковлевич Миллер (1914—1942). Журналист, погиб на фронте.
- Мать — Изабелла Вениаминовна Румер (в первом браке Миллер, во втором Фаддеева, 1915—1983). Сотрудник журнала «Красноармеец» (до 1946 года), затем Радиокомитета.
- Муж — Борис Львович Альтшуллер (род. 1939).
  - Два сына.

## Книги
1. «Безымянный день», «Советский писатель», Москва, 1977. Сборник стихотворений. 128 стр., тираж 10000.
2. Дополнение к сборнику «Безымянный день», Москва, 1977 — стихи, вынутые редактором из книги по цензурным соображениям. «Дополнение» было напечатано на машинке тиражом 200 экз. и широко распространялось в самиздате.
3. «Земля и дом», «Советский писатель», Москва, 1986. Сборник стихотворений. 176 стр., тираж 9000.
4. «Поговорим о странностях любви», Москва, «Весть», 1991. Стихотворения и одноимённая проза — о любимых книгах и стихах. 117 стр., тираж 1000.
5. «Стихи и проза», «Терра», Москва, 1992. 240 стр., тираж 10000.
6. «В ожидании Эдипа», «Авиатехинформ», Москва, 1993. Стихи и проза, 95 стр., тираж 1000.
7. «Стихи и о стихах», «Глас», Москва, 1996. 125 стр., тираж 2000.
8. «Заметки, записи, штрихи», «Глас», Москва, 1997. Стихи и проза, 190 стр., тираж 1500.
9. «Сплошные праздники», «Глас», Москва, 1998. Стихи и проза, 190 стр., тираж 1800.
10. «Между облаком и ямой», «ХГС», Москва, 1999, 184 стр., тираж 2000. Избранные стихотворения.
11. «Мотив. К себе, от себя», «Аграф», Серия «Символы времени», Москва, 2002. Стихи и проза, 336 стр., тираж 1500.
12. «Где хорошо? Повсюду и нигде», «Время», Серия «Поэтическая библиотека», Москва, 2004, 558 стр., тираж 1500 экз. Практически полное авторское собрание стихотворений за 1963—2002 гг. Приложение «О поэзии Ларисы Миллер» — подборка откликов разных лет на стихи Ларисы Миллер.
13. «Упоение заразительно», «Аграф», Москва, 2010. Эссе. Тираж 1000.
14. «А у нас во дворе», «Corpus», Москва, 2014. Воспоминания, автобиография. 489 стр. ISBN 978-5-17-082515-8

### На английском языке
12. «Dim and Distant Days», «Glas New Russian Writing», Москва, 2000, 190 стр. Автобиографическая проза.

## Премии
- 1999 — шорт-лист Государственной премии РФ в области литературы и искусства.
- 2000 г. — премия «За верность русской поэтической традиции», журнал «Русский переплёт»[6].
- 2013 год — лауреат премии им. Арсения и Андрея Тарковских, Киев